# (10348) Poelchau
(10348) Poelchau – planetoida z pasa głównego asteroid okrążająca Słońce w ciągu 3 lat i 170 dni w średniej odległości 2,29 j.a. Została odkryta 29 kwietnia 1992 roku przez Freimuta Börngena. Przed nadaniem nazwy planetoida nosiła oznaczenie tymczasowe (10348) 1992 HL4.